# أليكس دويل
أليكس دويل (بالإنجليزية: Alex Doyle)‏ هو لاعب كرة قدم بريطاني في مركز الوسط، ولد في 2002. لعب مع سالفورد سيتي.

## وصلات خارجية
- أليكس دويل على موقع قاعدة بيانات كرة القدم.إي يو (الإنجليزية)
- أليكس دويل على موقع Soccerbase.com (لاعب) (الإنجليزية)